# Program Gemini
Svemirski program Gemini (eng. Gemini Program, također Projekt Gemini) bio je drugi program svemirskih letova s ljudskom posadom NASA-e, Američke civilne svemirske agencije. Program Gemini proveden je između programa Mercury i Apollo, s deset letova s ljudskom posadom 1965. i 1966. Cilj programa bio je razvoj metoda naprednog svemirskog leta, osobito onih potrebnih za program Apollo, čiji je cilj bio slijetanje čovjeka na Mjesec. Misije programa Gemini uključivale su letove dovoljno dugačke za putovanja do Mjeseca i natrag, prvu američku svemirsku šetnju, i nove orbitalne manevre uključujući randevu i pristajanje. Svi svemirski brodovi Gemini s ljudskom posadom, lansirani su raketom nosačem Titan II GLV.

## Ciljevi programa
Nakon što je američki predsjednik John F. Kennedy 25. svibnja 1961. pokrenuo Program Apollo (slanje čovjeka na Mjesec do kraja tekućeg desetljeća), NASA-inim službenicima postalo je jasno da je radi razvoja određenih sposobnosti svemirskih letova potrebnih tom programu, neophodan projekt koji bi nastavio program Mercury. Izvorno uveden 7. prosinca kao Mercury Mark II, preimenovan je 3. siječnja 1962. u program Gemini. Glavni ciljevi su bili:
- Dokazati izdržljivost ljudi i opreme u svemirskim letovima dužih razdoblja, od najmanje osam dana potrebnih za slijetanje na Mjesec, do najviše dva tjedna.
- Ostvariti randevu i pristajanje s drugom letjelicom, i manevriranje kombinirane letjelice korištenjem pogonskog sustava ciljnog vozila.
- Demonstrirati izvanbrodsku aktivnost (EVA), ili "svemirsku šetnju" izvan zaštite svemirske letjelice i procijeniti sposobnosti astronauta da izvode zadatke u takvom ambijentu.
- Usavršiti metode atmosferskog povratka i slijetanja na odabranu lokaciju.
- Omogućiti astronautima iskustva nulte gravitacije, randevua i pristajanja.

## Letjelica
Glavna razlika Mercuryja u odnosu na Gemini, smještaj je kod ranijeg programa svih sustava osim retroraketa unutar kapsule, skoro svih dostupnih samo kroz astronautov otvor. Nasuprot tome, u Geminiju energija, pogon i sustavi održavanja života bili su smješteni u odvojivom opremnom modulu lociranom iza modula za povratak, što je bilo slično dizajnu komandnog/servisnog modula programa Apollo. Mnoge komponente same kapsule bile su dostupne kroz vlastita mala ulazna vrata.
Izvorno, za Gemini je bilo predviđeno slijetanje na čvrsto tlo, korištenjem rogallo paraglidera umjesto padobrana, s posadom koja u uspravnom sjedećem položaju kontrolira kretanje letjelice. Da bi se to olakšalo, paraglider nebi bio pričvršćen samo na vrh letjelice, već radi ravnoteže i za dodatne vezove kraj toplinskog štita. To uže bilo bi prekriveno metalnom trakom između dvojnih otvora. Ipak, takav dizajn bio je odbačen te su korišteni padobrani za konvencionalno slijetanje unatrag u more.
Isprva, kraće misije bile su opskrbljivane električnom energijom iz baterija, dok su kasnije misije izdržljivosti koristile prve gorive ćelije u svemirskim letovima s ljudskom posadom.
Naziv "Gemini" aluzija je na činjenicu da je svaka letjelica imala dva člana posade, jer "gemini" na latinskom znači "blizanci". Gemini je također naziv trećeg sazviježđa zodijaka i zvijezda blizanaca Kastora i Poluksa.
Za razliku od Mercuryja, koji je u svemiru mogao mijenjati samo svoju orijentaciju, Gemini se mogao kretati u svih šest smjerova i mijenjati svoju orbitu. Bio je projektiran za pristajanje na ciljno vozilo Agena, koje je raspolagalo s vlastitim velikim raketnim motorom korištenim za veće orbitalne manevre.
Također, Gemini je prva američka svemirska letjelica koja je, radi olakšavanja upravljanja i kontrole manevara, raspolagala s brodskim kompjutorom - Gemini Guidance Computer. Za razliku od drugih NASA-inih letjelica, Gemini je koristio izbaciva sjedala, radar i umjetni horizont, uređaje posuđene iz zrakoplovne industrije. Korištenje izbacivih sjedala prvi je primijenio Sovjetski Savez u programu Vostok, s kozmonautom Jurijem Gagarinom.
Troškovi programa Gemini iznosili su 5,4 milijarde američkih dolara.

### Osoblje uključeno u program
Gemini je projektirao Kanađanin Jim Chamberlin, bivši glavni aerodinamički stručnjak programa lovca presretača Avro Arrow zrakoplovne kompanije Avro Canada. Chamberlin, nakon otkazivanja programa Arrow, pridružio se NASA-i zajedno s 25 viših inženjera Avro Canada-e, te je postao voditelj grupe inženjera zadužene za Gemini.
Glavni proizvođač bio je McDonnell Aircraft, koji je također bio i glavni proizvođač letjelice Mercury.
Također, astronaut Gus Grissom bio je u znatnoj mjeri uključen u dizajn letjelice. U svojoj knjizi Gemini!, objavljenoj postumno 1968., napisao je da ga je realizacija programa Mercury, s malim šansama da ostvari još jedan let u tom projektu, potakla da usredotoči sve svoje napore na nadolazeći program Gemini.
Programom Gemini upravljao je Manned Spacecraft Center, u Houstonu, Texas, pod upravom ureda za ljudski svemirski let u sjedištu NASA-e u Washingtonu. Dr. George E. Mueller, pridruženi upravitelj NASA-e za svemirske letove s ljudskom posadom, služio je kao vršitelj dužnosti direktora programa Gemini. William C. Schneider, zamjenik direktora svemirskih letova s ljudskom posadom za operacije misije, služio je kao direktor misije na svim letovima programa Gemini počevši od leta Gemini VI.
Guenther Wendt bio je McDonnellov inženjer koji je nadgledao pripreme lansiranja za programe Mercury i Gemini. Njegova je ekipa bila odgovorna za izvršenje složenih pripremnih procedura neposredno pred lansiranja, te je osobno zatvarao vrata letjelica prije leta. Astronauti su cijenili njegovo preuzimanje apsolutne nadležnosti i odgovornosti za stanje letjelice te su s njime razvili vrlo neposredan odnos.

## Astronauti
Sljedeći astronauti letjeli su u ukupno 10 misija programa Gemini s ljudskom posadom:
| Grupa   | Astronaut             | Služba | Misija      |
| ------- | --------------------- | ------ | ----------- |
| Grupa 1 | L. Gordon Cooper      | USAF   | Gemini V    |
| Grupa 1 | Virgil "Gus" Grissom  | USAF   | Gemini III  |
| Grupa 1 | Walter M. Schirra     | USN    | Gemini VI-A |
| Grupa 2 | Neil A. Armstrong     | Civil  | Gemini VIII |
| Grupa 2 | Frank Borman          | USAF   | Gemini VII  |
| Grupa 2 | Charles "Pete" Conrad | USN    | Gemini V    |
| Grupa 2 | Charles "Pete" Conrad | USN    | Gemini XI   |
| Grupa 2 | James A. Lovell       | USN    | Gemini VII  |
| Grupa 2 | James A. Lovell       | USN    | Gemini XII  |
| Grupa 2 | James A. McDivitt     | USAF   | Gemini IV   |
| Grupa 2 | Thomas P. Stafford    | USAF   | Gemini VI-A |
| Grupa 2 | Thomas P. Stafford    | USAF   | Gemini IX-A |
| Grupa 2 | Edward H. White II    | USAF   | Gemini IV   |
| Grupa 2 | John W. Young         | USN    | Gemini III  |
| Grupa 2 | John W. Young         | USN    | Gemini X    |
| Grupa 3 | Edwin "Buzz" Aldrin   | USAF   | Gemini XII  |
| Grupa 3 | Eugene A. Cernan      | USN    | Gemini IX-A |
| Grupa 3 | Michael Collins       | USAF   | Gemini X    |
| Grupa 3 | Richard F. Gordon     | USN    | Gemini XI   |
| Grupa 3 | David R. Scott        | USAF   | Gemini VIII |

| Misija      | Zapovjednik | Grupa | Broj leta | Pilot    | Grupa | Broj leta |
| ----------- | ----------- | ----- | --------- | -------- | ----- | --------- |
| Gemini III  | Grissom     | 1     | 2         | Young    | 2     | 1         |
| Gemini IV   | McDivitt    | 2     | 1         | White    | 2     | 1         |
| Gemini V    | Cooper      | 1     | 2         | Conrad   | 2     | 1         |
| Gemini VI   | Schirra     | 1     | 2         | Stafford | 2     | 1         |
| Gemini VII  | Borman      | 2     | 1         | Lovell   | 2     | 1         |
| Gemini VIII | Armstrong   | 2     | 1         | Scott    | 3     | 1         |
| Gemini IX   | Stafford    | 2     | 2         | Cernan   | 3     | 1         |
| Gemini X    | Young       | 2     | 2         | Collins  | 3     | 1         |
| Gemini XI   | Conrad      | 2     | 2         | Gordon   | 3     | 1         |
| Gemini XII  | Lovell      | 2     | 2         | Aldrin   | 3     | 1         |

## Odabir posade
Deke Slayton, kao šef ureda astronauta, imao je glavnu ulogu u odabiru posada programa Gemini. Tada je uvedena procedura glavne i rezervne posade za svaki let, te bi rezervna, tri leta kasnije postala glavna posada. Slaytonu je također bila namjera da zapovjedništvo prvih misija dodijeli četvorici preostalih aktivnih astronauta programa Mercury (Mercury Seven): Alanu Shepardu, Grissomu, Cooperu, i Schirri. (John Glenn povukao se iz NASA-e siječnja 1964., dok je Scott Carpenter, kojeg je dio NASA-ine uprave 
krivio za problematičan povratak u atmosferu letjelice Aurora 7, bio na dopustu radi sudjelovanja u mornaričkom projektu SEALAB, te je bio prizemljen od srpnja 1964. Sam Slayton bio je također prizemljen radi srčanog problema.)
Krajem 1963., Slayton je odabrao Sheparda i Stafforda za misiju Gemini 3, McDivitta i Whitea za Gemini 4, i Schirru i Younga za Gemini 5 (prvu misija spajanja s letjelicom Agena). Rezervna posada za Gemini 3 bili su Grissom i Borman, koji su također bili kandidati za Gemini 6, prvu misiju dugog trajanja. Konačno, Conrad i Lovell bili su raspoređeni kao rezervna posada za Gemini 4.
Odgode u proizvodnji ciljnog vozila Agena prouzročile su prve promjene u rotaciji posade. Misija Schirra i Young preseljena je u Gemini 6 te su tada bili rezervna posada za Sheparda i Stafforda. Misija dugog trajanja Grissoma i Bormana određena je za Gemini 5.
Druga razmjena dogodila se kada je Shepard razvio Ménièreovu bolest, problem unutarnjeg uha. Grissom je tada premješten na zapovjedništvo Geminija 3. Slayton je smatrao da se Youngova osobnost bolje uklapa s Grissomovom te je zamijenio Stafforda i Younga. Konačno, Slayton je postavio Coopera na zapovjedništvo misije dugog trajanja Gemini 5. Ponovno iz razloga kompatibilnosti, premjestio je Conrada s pozicije rezervnog zapovjednika Geminija 4 na mjesto pilota Geminija 5, te Bormana na poziciju rezervnog zapovjednika Geminija 4, i također Armstronga i Seea u rezervnu posadu Geminija 5.
Treća izmjena posade bila uzrokovana Slaytonovim mišljenjem da See nije fizički spreman za izvanbrodske aktivnosti na Geminiju 8. Prerasporedio je Seea na mjesto prvog zapovjednika Geminija 9, Scotta na poziciju pilota Geminija 8 i Charlesa Bassetta na mjesto pilota Geminija 9.
Četvrtu i konačnu razmjenu posade prouzročila je pogibija Seea i Bassetta tijekom leta s trenažnim avionom koji se srušio u zgradu McDonnella u St. Louisu. Rezervna posada Stafford i Cernan tada je premještena na poziciju glavne posade preimenovanog Geminija 9A. Lovell i Aldrin preusmjereni su iz rezervne posade Geminija 10 u rezervnu posadu Geminija 9, što im je omogućilo da postanu prva posada Geminija 12.
Nakon pogibije Grissoma, Whitea, i Chaffeeja u požaru Apolla 1, 
ova konačna preraspodjela posade omogućila je određivanje prvog postava za prvih sedam misija programa Apollo, i naznaka tko će biti u poziciji da ostvari prvu šetnju po Mjesecu.
U svojoj autobiografiji, Slayton piše da bi vjerojatno zamijenio Aldrina s Cernanom, rezervnim pilotom Geminija 12, na Apollu 11 ako bi drugo korištenje astronautske manevarske jedinice (Astronaut Maneuvering Unit, AMU) bilo rasploživo na Geminiju 12 (prva upotreba bila je na Geminiju IX-A). Cernan iznosi sličnu tvrdnju u svojoj autobiografiji.
Unatoč tim nasumičnim zamjenama i sličnim postupcima u programu Apollo, kao i različitom broju letova bez ljudske posade u oba programa, Slaytonove rotacije stvorile su neobičnu podudarnost: većina astronauta Geminija koji su letjeli u programu Apollo, lansirani su Apollo letjelicama numeriranima jednim brojem više u odnosu na njihove misije u programu Gemini:
- Schirra je zapovijedao Geminijem 6 i Apollom 7.
- Borman i Lovell letjeli su zajedno na Gemini 7 i Apollo 8.
- David Scott letjeo je na Gemini 8 i Apollo 9.
- Stafford i Cernan letjeli su zajedno na Gemini 9A i Apollo 10.
- Collins je letjeo na Gemini 10 i Apollo 11.
- Conrad i Gordon letjeli su zajedno na Gemini 11 i Apollo 12.
- Lovell je zapovijedao Geminijem 12 and Apollom 13.

Jedine iznimke ovom pravilu bili su:
- McDivitt, zapovijedao Geminijem 4 i Apollom 9
- Young, letio je s Gemini 3, Gemini 10, i Apollo 10
- Armstrong, zapovijedao Geminijem 8 and Apollom 11

## Misije
Ostvareno je 12 letova programa, uključujući dva pokusna leta bez posade. Svi su lansirani raketama Titan II.
| Misija   | LV serijski br. | Datumi                 | Vrijeme lansiranja | Trajanje        | Napomene                                          |
| -------- | --------------- | ---------------------- | ------------------ | --------------- | ------------------------------------------------- |
| Gemini 1 | GLV-1 12556     | 8. – 12. travnja 1964. | 16:01 UTC          | 03d 23h         | Prvi pokusni let programa                         |
| Gemini 2 | GLV-2 12557     | 19. siječnja 1965.     | 14:03 UTC          | 00d 00h 18m 16s | Podorbitalni let radi testiranja toplinskog štita |

| Misija      | LV serijski br. | Zapovjednik | Pilot    | Datumi                    | Vrijeme lansiranja | Trajanje        |
| ----------- | --- | ----------- | -------- | ------------------------- | ------------------ | --------------- |
| Gemini III  | GLV-3 12558 | Grissom     | Young    | 23. ožujka 1965.          | 14:24 UTC          | 00d 04h 52m 31s |
| Gemini III  | Prvi let programa s ljudskom posadom, tri orbite. |             |          |                           |                    |                 |
| Gemini IV   | GLV-4 12559 | McDivitt    | White    | 3. – 7. lipnja 1965.      | 15:15 UTC          | 04d 01h 56m 12s |
| Gemini IV   | Prva američka izvanbrodska aktivnost (EVA), Ed White proveo je 22 minute izvan letjelice. |             |          |                           |                    |                 |
| Gemini V    | GLV-5 12560 | Cooper      | Conrad   | 21. – 29. kolovoza 1965.  | 13:59 UTC          | 07d 22h 55m 14s |
| Gemini V    | Prvi let trajanja jednog tjedna, prvo korištenje gorivih ćelija za električnu energiju, procjena sustava navođenja i navigacije za buduće misije spajanja. 120 orbita. |             |          |                           |                    |                 |
| Gemini VII  | GLV-7 12562 | Borman      | Lovell   | 4. – 18. prosinca 1965.   | 19:30 UTC          | 13d 18h 35m 01s |
| Gemini VII  | Kada je izvorna misija Gemini VI otkazana radi zatajenja ciljnog vozila Agena, za randevu je korišten Gemini VII. Kao glavni cilj misije trebalo je ustanoviti mogu li ljudi živjeti u svemiru 14 dana. |             |          |                           |                    |                 |
| Gemini VI-A | GLV-6 12561 | Schirra     | Stafford | 15. – 16. prosinca 1965.  | 13:37 UTC          | 01d 01h 51m 24s |
| Gemini VI-A | Prvi svemirski randevu postignut s Geminijem VII, održavanje pozicije u orbiti (station-keeping) više od pet sati na udaljenostima od 0,3 do 90 m. |             |          |                           |                    |                 |
| Gemini VIII | GLV-8 12563 | Armstrong   | Scott    | 16. – 17. ožujka 1966.    | 16:41 UTC          | 00d 10h 41m 26s |
| Gemini VIII | Postignuto prvo pristajanje s drugom svemirskom letjelicom, automatskim stupnjem Agena. Nakon pristajanja, kvar potisnika na Geminiju izazvao je zamalo koban gubitak kontrole letjelice, kojeg je nakon razdvajanja Armstrong uspio prevladati. Posada je izvela prvo prislino slijetanje jedne američke svemirske misije.                                       |             |          |                           |                    |                 |
| Gemini IX-A | GLV-9 12564 | Stafford    | Cernan   | 3. – 6. lipnja 1966.      | 13:39 UTC          | 03d 00h 21m 50s |
| Gemini IX-A | Preraspoređena iz svibnja radi randevua i pristajanja s proširenim ciljnim adapterom pristajanja (augmented target docking adapter, ATDA) nakon što izvorno ciljno vozilo Agena nije uspjelo ući u orbitu. Kućište ATDA-e nije se potpuno odvojilo što je onemogućilo pristajanje. Izvršena tri različita randevua, dva sata izvanbrodske aktivnosti i 44 orbite. |             |          |                           |                    |                 |
| Gemini X    | GLV-10 12565 | Young       | Collins  | 18. – 21. srpnja 1966.    | 22:20 UTC          | 02d 22h 46m 39s |
| Gemini X    | Prvo korištenje pogonskog sustava ciljnog vozila Agena. Također ostvaren randevu s ciljnim vozilom Geminija VIII. Collins proveo 49 minuta izvanbrodske aktivnosti stojeći u otvoru i 39 minuta prikupljajući opremu iz stupnja Agena. 43 orbite. |             |          |                           |                    |                 |
| Gemini XI   | GLV-11 12566 | Conrad      | Gordon   | 12. – 15. rujna 1966.     | 14:42 UTC          | 02d 23h 17m 08s |
| Gemini XI   | Visinski rekord, dosegnuto 1189,3 km (739,2 mi) korištenjem pogonskog sustava letjelice Agena nakon prvih orbitalnih randevua i spajanja. Gordon ostvario 33 minute izvanbrodske aktivnosti i dva sata stojeće EVA. 44 orbite. |             |          |                           |                    |                 |
| Gemini XII  | GLV-12 12567 | Lovell      | Aldrin   | 11. – 15. studenoga 1966. | 20:46 UTC          | 03d 22h 34m 31s |
| Gemini XII  | Posljednji let programa. Randevu i ručno pristajanje s ciljem Agena i održavanje pozicije tijekom izvanbrodske aktivnosti. Aldrin ostvario EVA rekord od 5 sati i 30 minuta za jednu svemirsku šetnju i dvije stojeće vježbe, te je demonstrirao napredak u odnosu na prethodne probleme u izvanbrodskim aktivnostima.                                            |             |          |                           |                    |                 |

## Lansiranja Gemini-Titan i serijski brojevi
Lansirne rakete Gemini-Titan, kao i prethodne rakete Mercury-Atlas, NASA je naručila od ratnog zrakoplovstva te su u stvarnosti bile projektili. Raketama Gemini-Titan II bili su dodijeljeni serijski brojevi ratnog zrakoplovstva, istaknuti na četiri mjesta na svakoj pojedinoj raketi (na suprotnim stranama prvog i drugog stupnja). Osoblje američkog ratnog zrakoplovstva održavalo je lansirni kompleks 19 te pripremalo i lansiralo sve rakete Gemini-Titan II.
Serijski brojevi ratnog zrakoplovstva dodijeljeni raketama Gemini-Titan prikazani su na tablicama iznad. Petnaest Titana II naručeno je 1962. te su serijski brojevi bili "62-12XXX", ali samo je broj "12XXX" istaknut na raketi. Narudžba za posljednje tri rakete otkazana je 30. srpnja 1964., te nisu nikada proizvedene. Serijski brojevi bili bi 12568 - GLV-13; 12569 - GLV-14; i 12570 - GLV-15.

## Aktualne lokacije letjelica

### Letjelice
- Gemini 1 - uništen
- Gemini 2 - Air Force Space & Missile Museum, Cape Canaveral Air Force Station, Florida, SAD.[23]
- Gemini III - Grissom Memorial, Spring Mill State Park, Mitchell, Indiana, SAD.[24][25]
- Gemini IV - National Air and Space Museum, Washington D.C., SAD.[25][26]
- Gemini V - Johnson Space Center, NASA, Houston, Texas, SAD.[25][27]
- Gemini VI - Oklahoma History Center, Oklahoma City, Oklahoma, SAD.[25]
- Gemini VII - Steven F. Udvar-Hazy Center, Chantilly, Virginia, SAD.[25]
- Gemini VIII - Armstrong Air and Space Museum, Wapakoneta, Ohio, SAD[28]
- Gemini IX - Kennedy Space Center, NASA, Cape Canaveral, Florida, SAD.[25]
- Gemini X - Kansas Cosmosphere and Space Center, Hutchinson, Kansas, SAD.[25]
- Gemini XI - California Museum of Science and Industry, Los Angeles, Kalifornija, SAD.[25]
- Gemini XII - Adler Planetarium, Chicago, Illinois, SAD.[25]

### Uređaji za treniranje
- Gemini 3A - St. Louis Science Center, St. Louis, Missouri, SAD
- Gemini MOL-B - National Museum of the United States Air Force, Wright-Patterson Air Force Base, Dayton, Ohio, SAD
- Gemini Trainer - U.S. Space & Rocket Center, Huntsville, Alabama, SAD.
- Gemini Trainer - Goddard Space Flight Center, NASA, Greenbelt, Maryland, SAD.
- Gemini Trainer - Louisville Science Center, Louisville, Kentucky, SAD.
- 6165 - National Air and Space Museum, Washington D.C, SAD. (nije izložen)
- El Kabong - Kalamazoo Air Museum, Kalamazoo, Michigan, SAD.
- Gemini Trainer - Kalamazoo Air Museum, Kalamazoo, Michigan, SAD.
- TTV-2 - Royal Museum, Edinburgh, Škotska, UK.
- Trainer - Pate Museum of Transportation, Fort Worth, Texas, SAD.
- MSC 313 - Privatna rezidencija, San Jose, Kalifornija, SAD.
- Rogallo Test Vehicle - White Sands Space Harbor, White Sands, Novi Meksiko, SAD.
- TTV-1 - Stephen F. Udvar-Hazy Center, Chantilly, Virginia, SAD.
- bez naziva - U.S. Air Force Space Museum, Cape Canaveral Air Force Station, Florida, SAD.
- Gemini Trainer - BDL Aerospace and Flight Museum, NAS Whidbey Island, Oak Harbor, Washington, SAD.
- Trainer - U.S. Astronaut Hall of Fame, Titusville, Florida, SAD.
- MSC-307 - USS Hornet Museum, Alameda, Kalifornija, SAD.

## Predložene primjene
McDonnell Aircraft bio je jedan od izvornih ponuđača ugovora za Apollo, ali ugovor je dodijeljen North American Aviationu. McDonnell je kasnije nastojao produžiti program Gemini predlaganjem izvedenica koje bi se mogle koristiti za podlunarne misije ili čak za slijetanje ljudske misije na Mjesec ranije i s manjim troškom u odnosu na Apollo, ali te je prijedloge NASA odbacila.

### Vojna primjena
Američko ratno zrakoplovstvo bilo je zainteresirano za sustav, ali odlučilo se za vlastitu modifikaciju letjelice kao prijevoznog sredstva posade za Manned Orbital Laboratory (MOL). Radi toga, jedna obnovljena letjelica Gemini ponovno je lansirana, zajedno s modelom u prirodnoj veličini MOL-a, raketom Titan III-M. To je bio prvi slučaj da je jedna svemirska letjelica korištena dva puta.
Ratno zrakoplovstvo također je namjeravalo prilagoditi Gemini vojnim namjenama, kao osmatranje zemlje (bez specijaliziranih kamera za izviđanje) i vježbe randevua sa sumnjivim satelitima. Taj projekt bio je nazvan Blue Gemini. Američkom ratnom zrakoplovstvu nije se svidjela činjenica da bi Geminijevo slijetanje u more opsluživala ratna mornarica, te su namjeravali primijeniti slijetanje paragliderom na tri skije, slično izvornom dizajnu Geminija.
Isprva, neki od NASA-inih službenika smatrali su dobrodošlim dijeljenje troškova s ratnim zrakoplovstvom, ali kasnije je dogovoreno da je bolje da NASA sama upravlja projektom. MOL je otkazan 1968. te je i Blue Gemini također otkazan bez ikakvog korištenja u letovima vojnih astronauta.

### Drugi prijedlozi
Predložene su druge izvedenice Geminija, uključujući Gemini LOR, Gemini Lunar Lander, Gemini-Centaur, Gemini Ferry, Gemini Transport, Gemini - Saturn I, Gemini - Saturn IB, Gemini - Saturn V, Gemini Pecan, Extended Mission Gemini, Gemini - Double Transtage, Gemini Satellite Inspector, Gemini Lunar Surface Rescue Spacecraft, Gemini Observatory, Gemini Para glider, Rescue Gemini, Winged Gemini, Gemini LORV i Gemini Lunar Surface Survival Shelter.

## Dodatne informacije
- Francis French i Colin Burgess, In the Shadow of the Moo: A Challenging Journey to Tranquility, 1965. – 1969. Povijest programa Gemini.
- Gene Kranz, Failure is Not an Option. Prema činjenicama, iz gledišta glavnog kontrolora leta tijekom programa Mercury, Gemini, i Apollo. ISBN 0-7432-0079-9
- David M. Harland, How NASA Learned to Fly in Space: An Exciting Account of the Gemini Missions, Apogee Books, 2004., ISBN 1-894959-07-8
- David J. Shayler, Gemini, Springer-Verlag Telos, 2001., ISBN 1-85233-405-3
- On the Shoulders of Titans: A History of Project Gemini - (NASA report SP-4203) (PDF format)
- Project Gemini - A Chronology (NASA report SP-4002) (PDF format)
- Gemini Midprogram Conference - Including Experiment Results (NASA report SP-121) - Manned Spacecraft Center - Houston, Texas, February 23-25, 1966.
- Gemini Summary Conference (NASA report SP-138) - Manned Spacecraft Center - Houston, Texas, February 1–2, 1967.

## Vanjske poveznice
- On the Shoulders of Titans: A History of Project Gemini by Barton C. Hacker and James M. Grimwood  Arhivirana inačica izvorne stranice od 13. siječnja 2010. (Wayback Machine) eng.
- John F. Kennedy Space Center - The Gemini Program  Arhivirana inačica izvorne stranice od 5. travnja 2015. (Wayback Machine) eng.
- Stranica programa Gemini - nasa.gov   Arhivirana inačica izvorne stranice od 4. lipnja 2011. (Wayback Machine) NASA eng.
- Space history: povijest programa Gemini eng.
- Nacrti i tehnički dijagrami   Arhivirana inačica izvorne stranice od 17. siječnja 2021. (Wayback Machine) NASA eng.
- Gemini familiarization Manuals (PDF) eng.
- Direct Flight Apollo Study: Gemini Spacecraft Applications Dokument o predloženom programu Apollo temeljenom na Geminiju eng.
- NASA History Series Publications  Arhivirana inačica izvorne stranice od 4. veljače 2012. (Wayback Machine) eng.